# Condado de Lee (Flórida)
O Condado de Lee (em inglês:  Lee County) é um dos 67 condados do estado americano da Flórida. A sede do condado é Fort Myers e a localidade mais populosa é Cape Coral. Foi fundado em 12 de maio de 1873.

## Geografia
De acordo com o United States Census Bureau, o condado possui uma área de 3 140 km², dos quais 2 032 km² estão cobertos por terra e 1 108 km² por água.

## Demografia
Segundo o censo nacional de 2010, o condado possui uma população de 618 754 habitantes e uma densidade populacional de 304 hab/km². Possui 371 099 residências, que resulta em uma densidade de 183 residências/km².
Das cinco localidades incorporadas no condado, Cape Coral é a mais populosa, com 154 305 habitantes, enquanto Fort Myers Beach é a mais densamente povoada, com 874,9 hab/km² embora seja também a menos populosa, com 6 277 habitantes. De 2000 para 2010, a população de Cape Coral cresceu 51% e a de Fort Myers Beach reduziu em 4%. Apenas uma localidade possui população superior a 100 mil habitantes.